# Hans Oechsner
Hans Oechsner (* 21. Februar 1934 in Nürnberg) ist ein deutscher Physiker und Hochschullehrer. Von 1981 bis 2000 war er Professor für Technische Physik an der Universität Kaiserslautern.

## Leben
Hans Oechsner, Sohn von Emmi Oechsner, geborene Giehl, und des Beamten Heinrich Oechsner, studierte Physik mit Mathematik und Chemie an der Universität Würzburg. Nach dem Erwerb des Diploms 1960 mit einer Arbeit über Niederdruckplasmen beim Experimentalphysiker Hans Fetz (* 1912 in Ansbach) wandte der Diplom-Physiker sich der Oberflächenphysik zu und wurde 1963 in Würzburg mit einer Dissertation über Emissionsprozesse bei der Ionen-Oberflächenwechselwirkung zum Dr. rer. nat. promoviert.
Ab 1965 war er Lehrbeauftragter für Festkörperphysik in Würzburg und 1968 Gastwissenschaftler am Institut für Hochfrequenztechnik der ETH Zürich. Im Wintersemester 1971/72 habilitierte er sich 1972 an der Universität Würzburg für Experimentalphysik, wo er im selben Jahr seine Lehrtätigkeit als Privatdozent begann, und folgte kurz danach dem Ruf auf eine Professur für Physik an der TU Clausthal, wo er von 1972 bis 1981 lehrte. 1981 wurde er auf den Lehrstuhl für Technische Physik an der Universität Kaiserslautern berufen, den er von 1981 bis 2000 innehatte.
Forschungsaufenthalte führten ihn unter anderem an das IBM Almaden Research Lab in San Jose (USA), das Material Science Department der Univ. of California in Los Angeles (USA), das Applied Physics Department der privaten Univ. of Science in Okayama (Japan) und das Forschungsinstitut für Industrietechnologie ITRI in Hsinchu (Taiwan). 2001–2007 war er External Researcher der Univ. of Science in Okayama. Seit 2002 ist er als wissenschaftlich-technischer Berater tätig.
Hans Oechsner ist Rotarier, evangelisch, heiratete 1960 Gertrud Albert, und bekam mit ihr einen Sohn und zwei Töchter.

## Wirken
Oechsner gehört zu den Pionieren der heute für die Deposition Dünner Schichten weltweit eingesetzten Sputtertechnologie und der modernen elektronen- und massenspektrometrischen Verfahren für die Oberflächen- und Dünnschichtanalytik. Hierzu zählen die von ihm entwickelte Sekundär-Neutralteilchen-Massenspektrometrie (SNMS) und die Elektronenaustrittsarbeitmikroskopie (WFS). Neben den Emissionsprozessen beim niederenergetischen Ionenbeschuss von Festkörperoberflächen waren resonant angeregte Hochfrequenz-Niederdruckplasmen und die Entwicklung großflächiger Ionen- und Plasmastrahlquellen, die Deposition von Hartstoffschichten auf Nitrid (TiN, cBN)- und Kohlenstoffbasis sowie chemische Festkörperreaktionen und Diffusionsprozesse an Oberflächen und in Dünnen Schichten weitere Forschungsbereiche.
1985 wurde er Gründungssprecher des Landes-Forschungsschwerpunkts für Materialwissenschaften an der Universität Kaiserslautern und leitete dort von 1990 bis 2002 das von ihm 1989 gegründete Institut für Oberflächen- und Schichtanalytik IFOS. Von 1976 bis 1982 war er Vorsitzender des gemeinsamen Fachausschusses Dünne Schichten der Deutschen Physikalischen Gesellschaft DPG und der Deutschen Vakuumgesellschaft DVG, von 1992 bis 1995 Chairman der Applied Surface Science Division der International Union for Vacuum Science, Techniqes and Applications (IUVSTA) und von 1995 bis 2002 Präsident der DVG. Bis 1994 organisierte und leitete er im Wechsel mit H. Nickel, Jülich, die Arbeitstagungen für Angewandte Oberflächenanalytik AOFA. Er war Gründer der Int. Workshops on Postionization Techniques in Surface Analysis PITSA  und Herausgeber von Spectrochimica Acta 1986–88, des Journal de Physique III 1996–97 und des European Physical Journal–Applied Physics 1998–2002.

## Preise und Ehrungen
- 1987 Technologietransferpreis der Bundesrepublik Deutschland
- 1989 Scientific Member of the Böhmische Physical Society (USA)
- 1998 Ehrenmitglied des Deutschen Arbeitskreises Angewandte Spektroskopie der Gesellschaft Deutscher Chemiker
- 2000 Preis der Deutsch-Luxemburgischen Gesellschaft für wissenschaftliche Zusammenarbeit
- 2003 Ehrenmitglied der Deutschen Vakuumgesellschaft
- 2007 NanoSmat Lecture Award
- 2011 Ehrenmitglied der Clausius Tower Society, Koszalin (Polen)
- 2014 Ehrennadel der Deutschen Vakuumgesellschaft

## Veröffentlichungen
7 Patente, ca. 300 wiss. Aufsätze und Buchbeiträge, u. a.
- Thin Film and Depth Profile Analysis. Springer, Heidelberg 1984.
- Sputtering - A Review of Some Recent Experimental and Theoretical Aspects. Appl. Phys. 8 (1975), 185–198.
- zus. m. J. Waldorf u. G.K. Wolf: Teilchenstrahlgestützte Verfahren. in: Vakuumbeschichtung 2,  Hrsg. G. Kienel, K. Röll,  Düsseldorf 1995,  193–260.
- Resonant Plasma Excitation by Electron Cyclotron Waves - Fundamentals and Applications, in: Plasma Processing of Semiconductors, Hrsg. P.F. Williams, Heidelberg 1997, 157–180.
- Secondary Neutral Mass Spectrometry with Plasma Post-Ionization, in: Encyclopedia of Mass Spectrometry, Hrsg. M.L Gross u. a.,  Amsterdam 2010, Vol.5,  455-69.